# 湖北环肋螺
湖北环肋螺（学名：Plectotropis hupensis）是柄眼目扁蜗牛科Plectotropis的一种。

## 分佈
主要分布于中国大陆，常栖息在阴暗潮湿、多腐殖质的环境。